# Nic Kerdiles
Nicolas "Nic" Kerdiles, född 11 januari 1994 i Lewisville, Texas, död 23 september 2023 i Nashville, Tennessee, var en amerikansk professionell ishockeyforward som var kontrakterad till Winnipeg Jets i NHL och spelade för deras primära samarbetspartner Manitoba Moose i AHL.
Han spelade tidigare på NHL-nivå för Anaheim Ducks och på lägre nivåer för San Diego Gulls och Norfolk Admirals i AHL, Wisconsin Badgers (University of Wisconsin–Madison) i NCAA och Team USA i USHL.
Kerdiles draftades i andra rundan i 2012 års draft av Anaheim Ducks som 36:e spelare totalt.
Den 30 juni 2018 blev han tradad till Winnipeg Jets i utbyte mot Chase de Leo.
Han omkom 2023 i en motorcykelolycka.

## Statistik
| 2009–2010   | Los Angeles Selects HC | T1EHL       | 37  | 25 | 29 | 54 | 48  | —  | — | — | — | — |
| 2010–2011   | Team USA               | USHL        | 32  | 12 | 8  | 20 | 52  | —  | — | — | — | — |
|             | U.S. National U17 Team |             | 40  | 17 | 10 | 27 | 60  | —  | — | — | — | — |
|             | U.S. National U18 Team |             | 20  | 3  | 7  | 10 | 6   | —  | — | — | — | — |
| 2011–2012   | Team USA               | USHL        | 18  | 4  | 9  | 13 | 18  | —  | — | — | — | — |
|             | U.S. National U18 Team |             | 54  | 22 | 26 | 48 | 38  | —  | — | — | — | — |
| 2012–2013   | U.S. National U18 Team |             | 2   | 0  | 0  | 0  | 2   | —  | — | — | — | — |
|             | Wisconsin Badgers      | NCAA        | 32  | 11 | 22 | 33 | 37  | —  | — | — | — | — |
| 2013–2014   | Wisconsin Badgers      | NCAA        | 28  | 15 | 23 | 38 | 33  | —  | — | — | — | — |
|             | Norfolk Admirals       | AHL         | 6   | 1  | 3  | 4  | 2   | 10 | 3 | 1 | 4 | 2 |
| 2014–2015   | Norfolk Admirals       | AHL         | 51  | 9  | 17 | 26 | 43  | —  | — | — | — | — |
| 2015–2016   | San Diego Gulls        | AHL         | 45  | 15 | 12 | 27 | 70  | —  | — | — | — | — |
| 2016–2017   | Anaheim Ducks          | NHL         | 1   | 0  | 0  | 0  | 0   | —  | — | — | — | — |
|             | San Diego Gulls        | AHL         | 10  | 4  | 5  | 9  | 2   | —  | — | — | — | — |
| NHL totalt  | NHL totalt             | NHL totalt  | 1   | 0  | 0  | 0  | 0   | —  | — | — | — | — |
| AHL totalt  | AHL totalt             | AHL totalt  | 112 | 29 | 37 | 66 | 117 | 10 | 3 | 1 | 4 | 2 |
| NCAA totalt | NCAA totalt            | NCAA totalt | 60  | 26 | 45 | 71 | 70  | —  | — | — | — | — |
| USHL totalt | USHL totalt            | USHL totalt | 50  | 16 | 17 | 33 | 70  | —  | — | — | — | — |